# Wortham (Misuri)
Wortham es un lugar designado por el censo ubicado en el condado de St. Francois en el estado estadounidense de Misuri. En el Censo de 2010 tenía una población de 275 habitantes y una densidad poblacional de 117,98 personas por km².

## Geografía
Wortham se encuentra ubicado en las coordenadas 37°50′23″N 90°36′13″O / 37.83972, -90.60361. Según la Oficina del Censo de los Estados Unidos, Wortham tiene una superficie total de 2.33 km², de la cual 2.31 km² corresponden a tierra firme y (1%) 0.02 km² es agua.

## Demografía
Según el censo de 2010, había 275 personas residiendo en Wortham. La densidad de población era de 117,98 hab./km². De los 275 habitantes, Wortham estaba compuesto por el 99.27% blancos, el 0.36% eran afroamericanos, el 0% eran amerindios, el 0% eran asiáticos, el 0% eran isleños del Pacífico, el 0% eran de otras razas y el 0.36% pertenecían a dos o más razas. Del total de la población el 1.45% eran hispanos o latinos de cualquier raza.